# ديان كولوسيفسكي
ديان كولوسيفسكي (بالسويدية: Dejan Kulusevski؛ مواليد 25 أبريل 2000) لاعب كرة قدم سويدي من أصل مقدوني يلعب في مركز الجناح لصالح نادي توتنهام هوتسبير في الدوري الإنجليزي الممتاز، ويلعب مع منتخب السويد.

## روابط خارجية
- ديان كولوسيفسكي على موقع الاتحاد الدولي (مؤرشف)  (الإنجليزية)
- ديان كولوسيفسكي على موقع الاتحاد الأوربي (الإنجليزية)
- ديان كولوسيفسكي على موقع اتحاد السويد (السويدية)
- ديان كولوسيفسكي على موقع قاعدة بيانات كرة القدم.إي يو (الإنجليزية)
- ديان كولوسيفسكي على موقع ليكيب (الفرنسية)
- ديان كولوسيفسكي على موقع ناشيونال فوتبول تيمز (الإنجليزية)
- ديان كولوسيفسكي على موقع Soccerbase.com (لاعب) (الإنجليزية)
- ديان كولوسيفسكي على موقع Soccerway.com (الإنجليزية)
- ديان كولوسيفسكي على موقع عالم كرة القدم.نت (الإنجليزية)
- ديان كولوسيفسكي على موقع AS.com (الإسبانية)